# Torneo Argentino B 2008-09
El Torneo Argentino B 2008-09 fue la decimocuarta temporada del campeonato de fútbol de cuarta división organizado por el Consejo Federal, órgano interno de la Asociación del Fútbol Argentino que nuclea a los clubes de interior del país indirectamente afiliados. A partir de la estabilización de esta categoría (temporada 2004/2005) participan en ella cuarenta y ocho equipos de todo el país, divididos en ocho zonas.
El certamen contó con la incorporación de los campeones y ascendidos del Torneo del Interior Del Bono, Huracán de Comodoro Rivadavia, Concepción de Tucumán, y el ascendido mediante la promoción Unión de Mar del Plata. Además fue invitado al torneo el Sportivo Atlético Club de Las Parejas, tras 1 año de su descenso.
El certamen consagró campeones a Unión de Mar del Plata y Estudiantes de Río Cuarto, que ascendieron directamente al Torneo Argentino A. Mientras que Belgrano de San Francisco y Crucero del Norte obtuvieron el ascenso al vencer en la promoción.

## Forma de competición

### Primera ronda
Los equipos se enfrentan entre sí dentro de sus respectivas zonas a cuatro ruedas, a lo largo de 28 fechas. Los dos primeros de cada grupo y los cuatro mejores terceros avanzan a la segunda ronda.

### Segunda ronda
Los dieciséis equipos se dividen en cuatro zonas y se enfrentan dentro de ellas a doble partido. Los primeros de cada grupo clasifican a las finales.

### Finales
Se juegan a doble partido. Los ganadores ascienden directamente al Torneo Argentino A, mientras que los perdedores obtienen el derecho a jugar la promoción.

### Descensos
Los seis equipos que finalicen el torneo con peor puntaje en cada zona se enfrentan a doble partido, siendo los perdedores relegados al Torneo del Interior del año siguiente. Los ganadores deben jugar partidos promocionales con equipos de esa categoría.

## Equipos participantes

### Zona "A"
| Zona   | Club                   | Ciudad        | Provincia    | Liga de Origen              |
| ------ | ---------------------- | ------------- | ------------ | --------------------------- |
| Zona A | Grupo Universitario    | Tandil        | Buenos Aires | Liga Tandilense de fútbol   |
| Zona A | Atlético Unión         | Mar del Plata | Buenos Aires | Liga Marplatense de fútbol  |
| Zona A | Club Atlético Sporting | Punta Alta    | Buenos Aires | Liga del Sur (Bahía Blanca) |
| Zona A | Bella Vista            | Bahía Blanca  | Buenos Aires | Liga del Sur (Bahía Blanca) |
| Zona A | Racing Athletic Club   | Olavarría     | Buenos Aires | Liga de fútbol de Olavarría |
| Zona A | Atlético Liniers       | Bahía Blanca  | Buenos Aires | Liga del Sur (Bahía Blanca) |

### Zona "B"
| Zona   | Club                   | Ciudad             | Provincia | Liga de Origen                           |
| ------ | ---------------------- | ------------------ | --------- | ---------------------------------------- |
| Zona B | Atlético Huracán       | Comodoro Rivadavia | Chubut    | Liga de fútbol de Comodoro Rivadavia     |
| Zona B | Deportivo Madryn       | Puerto Madryn      | Chubut    | Liga de fútbol Valle del Chubut (Trelew) |
| Zona B | Atlético Independiente | Neuquén            | Neuquén   | Liga de fútbol del Neuquén               |
| Zona B | Deportivo Cruz del Sur | Ñirihuau           | Río Negro | Liga de fútbol de Bariloche              |
| Zona B | Racing Club            | Trelew             | Chubut    | Liga de fútbol Valle del Chubut (Trelew) |
| Zona B | Deportivo Roca         | General Roca       | Río Negro | Liga Deportiva Confluencia               |

### Zona "C"
| Zona   | Club                  | Ciudad        | Provincia    | Liga de Origen                        |
| ------ | --------------------- | ------------- | ------------ | ------------------------------------- |
| Zona C | Sportivo Belgrano     | San Francisco | Córdoba      | Liga Regional de Fútbol San Francisco |
| Zona C | Atlético Douglas Haig | Pergamino     | Buenos Aires | Liga de fútbol Pergamino              |
| Zona C | Asoc. Dep. 9 de Julio | Morteros      | Córdoba      | Liga Regional de Fútbol San Francisco |
| Zona C | Defensores de Salto   | Salto         | Buenos Aires | Liga de fútbol de Salto               |
| Zona C | Tiro Federal y Dep.   | Morteros      | Córdoba      | Liga Regional de Fútbol San Francisco |
| Zona C | Atlético El Linqueño  | Lincoln       | Buenos Aires | Liga Amateur de Deportes (Lincoln)    |

### Zona "D"
| Zona   | Club                               | Ciudad        | Provincia    | Liga de Origen                               |
| ------ | ---------------------------------- | ------------- | ------------ | -------------------------------------------- |
| Zona D | Soc. y Dep. Juventud Unida         | Gualeguaychú  | Entre Ríos   | Liga Departamental de fútbol de Gualeguaychú |
| Zona D | Atl. y Soc. Defensores de Belgrano | Villa Ramallo | Buenos Aires | Liga Nicoleña de fútbol                      |
| Zona D | Soc. y Dep. La Emilia              | La Emilia     | Buenos Aires | Liga Nicoleña de fútbol                      |
| Zona D | Sportivo Las Parejas               | Las Parejas   | Santa Fe     | Liga Cañadense de fútbol                     |
| Zona D | Atlético Colegiales                | Concordia     | Entre Ríos   | Liga Concordiense de fútbol                  |
| Zona D | Deportivo Coreano                  | Lobos         | Buenos Aires | Liga Lobense de fútbol                       |

### Zona "E"
| Zona   | Club                            | Ciudad                              | Provincia | Liga de Origen              |
| ------ | ------------------------------- | ----------------------------------- | --------- | --------------------------- |
| Zona E | Atlético de la Juventud Alianza | Santa Lucía                         | San Juan  | Liga Sanjuanina de fútbol   |
| Zona E | Sp. Juan Bartolomé del Bono     | Rivadavia                           | San Juan  | Liga Sanjuanina de fútbol   |
| Zona E | Asoc. Atlét. Luján de Cuyo      | Luján de Cuyo                       | Mendoza   | Liga Mendocina de fútbol    |
| Zona E | Atlético Trinidad               | Trinidad                            | San Juan  | Liga Sanjuanina de fútbol   |
| Zona E | Deportivo Guaymallén            | Rodeo de la Cruz                    | Mendoza   | Liga Mendocina de fútbol    |
| Zona E | Atlético Policial               | San Fernando del Valle de Catamarca | Catamarca | Liga Catamarqueña de fútbol |

### Zona "F"
| Zona   | Club                         | Ciudad      | Provincia | Liga de Origen                        |
| ------ | ---------------------------- | ----------- | --------- | ------------------------------------- |
| Zona F | Sport. y Biblioteca Atenas   | Río Cuarto  | Córdoba   | Liga Regional de fútbol de Río Cuarto |
| Zona F | Asoc. Atl. Estudiantes       | Río Cuarto  | Córdoba   | Liga Regional de fútbol de Río Cuarto |
| Zona F | Atl. Club San Martín         | San Martín  | Mendoza   | Liga Mendocina de fútbol              |
| Zona F | Atlético Argentino           | Guaymallén  | Mendoza   | Liga Mendocina de fútbol              |
| Zona F | Atlético General Paz Juniors | Córdoba     | Córdoba   | Liga Cordobesa de fútbol              |
| Zona F | Sportivo 9 de Julio          | Río Tercero | Córdoba   | Liga Regional Riotercerense de fútbol |

### Zona "G"
| Zona   | Club                   | Ciudad             | Provincia | Liga de Origen          |
| ------ | ---------------------- | ------------------ | --------- | ----------------------- |
| Zona G | Soc. y Dep. La Florida | La Florida         | Tucumán   | Liga Tucumana de Fútbol |
| Zona G | Concepción F.C.        | Concepción         | Tucumán   | Liga Tucumana de Fútbol |
| Zona G | Atlético Famaillá      | Famaillá           | Tucumán   | Liga Tucumana de Fútbol |
| Zona G | Atlético Concepción    | Banda del Río Salí | Tucumán   | Liga Tucumana de Fútbol |
| Zona G | Gimnasia y Tiro        | Salta              | Salta     | Liga Salteña de fútbol  |
| Zona G | Central Norte          | Salta              | Salta     | Liga Salteña de fútbol. |

### Zona "H"
| Zona   | Club                          | Ciudad      | Provincia  | Liga de Origen            |
| ------ | ----------------------------- | ----------- | ---------- | ------------------------- |
| Zona H | Club Mutual Crucero del Norte | Garupá      | Misiones   | Liga Posadeña de fútbol   |
| Zona H | Sportivo Patria               | Formosa     | Formosa    | Liga Formoseña de fútbol  |
| Zona H | Guaraní Antonio Franco        | Posadas     | Misiones   | Liga Posadeña de fútbol   |
| Zona H | Soc. y Dep. Textil Mandiyú    | Corrientes  | Corrientes | Liga Correntina de fútbol |
| Zona H | Sol de América                | Formosa     | Formosa    | Liga Formoseña de fútbol  |
| Zona H | Chaco For Ever                | Resistencia | Chaco      | Liga Chaqueña de fútbol   |

## Primera fase
| Zona 1 | Zona 1              | Zona 1 | Zona 1 | Zona 1 | Zona 1 | Zona 1 |
| Pos.   | Equipo              | PJ     | PG     | PE     | PP     | Pts.   |
| ------ | ------------------- | ------ | ------ | ------ | ------ | ------ |
| 1°     | Grupo Universitario | 24     | 13     | 4      | 7      | 43     |
| 2°     | Unión (MdP)         | 24     | 11     | 6      | 7      | 39     |
| 3°     | Liniers (BB)        | 24     | 9      | 6      | 9      | 33     |
| 4°     | Bella Vista         | 24     | 8      | 9      | 7      | 33     |
| 5°     | Racing (O)          | 24     | 8      | 4      | 12     | 28     |
| 6°     | Sporting            | 24     | 6      | 7      | 11     | 25     |

| Zona 2 | Zona 2            | Zona 2 | Zona 2 | Zona 2 | Zona 2 | Zona 2 |
| Pos.   | Equipo            | PJ     | PG     | PE     | PP     | Pts.   |
| ------ | ----------------- | ------ | ------ | ------ | ------ | ------ |
| 1°     | Huracán (CR)      | 24     | 11     | 8      | 5      | 41     |
| 2°     | Madryn            | 24     | 11     | 6      | 7      | 39     |
| 3°     | Independiente (N) | 24     | 9      | 5      | 10     | 32     |
| 4°     | Cruz del Sur      | 24     | 6      | 9      | 9      | 27     |
| 5°     | General Roca      | 24     | 5      | 11     | 8      | 26     |
| 6°     | Racing (T)        | 24     | 6      | 7      | 11     | 25     |

| Zona 3 | Zona 3              | Zona 3 | Zona 3 | Zona 3 | Zona 3 | Zona 3 |
| Pos.   | Equipo              | PJ     | PG     | PE     | PP     | Pts.   |
| ------ | ------------------- | ------ | ------ | ------ | ------ | ------ |
| 1°     | Belgrano (SF)       | 24     | 12     | 7      | 5      | 43     |
| 2°     | El Linqueño         | 24     | 9      | 8      | 7      | 35     |
| 3°     | Defensores de Salto | 24     | 9      | 5      | 10     | 32     |
| 4°     | Douglas Haig        | 24     | 9      | 5      | 10     | 32     |
| 5°     | 9 de Julio (M)      | 24     | 9      | 3      | 12     | 30     |
| 6°     | Tiro Federal        | 24     | 8      | 5      | 11     | 29     |

| Zona 4 | Zona 4                      | Zona 4 | Zona 4 | Zona 4 | Zona 4 | Zona 4 |
| Pos.   | Equipo                      | PJ     | PG     | PE     | PP     | Pts.   |
| ------ | --------------------------- | ------ | ------ | ------ | ------ | ------ |
| 1°     | La Emilia                   | 24     | 11     | 6      | 7      | 24     |
| 2°     | Sportivo (LP)               | 24     | 9      | 9      | 6      | 36     |
| 3°     | Defensores de Belgrano (VR) | 24     | 9      | 8      | 7      | 35     |
| 4°     | Juventud Unida (G)          | 24     | 9      | 7      | 8      | 34     |
| 5°     | Colegiales (C)              | 24     | 3      | 13     | 8      | 22     |
| 6°     | Coreano                     | 24     | 2      | 12     | 10     | 18     |

| Zona 5 | Zona 5             | Zona 5 | Zona 5 | Zona 5 | Zona 5 | Zona 5 |
| Pos.   | Equipo             | PJ     | PG     | PE     | PP     | Pts.   |
| ------ | ------------------ | ------ | ------ | ------ | ------ | ------ |
| 1°     | Juventud Alianza   | 24     | 11     | 8      | 5      | 41     |
| 2°     | Bartolomé del Bono | 24     | 10     | 7      | 7      | 37     |
| 3°     | Policial           | 24     | 9      | 6      | 9      | 33     |
| 4°     | Trinidad           | 24     | 8      | 5      | 11     | 29     |
| 5°     | Guaymallén         | 24     | 8      | 5      | 11     | 29     |
| 6°     | Luján de Cuyo      | 24     | 9      | 2      | 13     | 29     |

| Zona 6 | Zona 6              | Zona 6 | Zona 6 | Zona 6 | Zona 6 | Zona 6 |
| Pos.   | Equipo              | PJ     | PG     | PE     | PP     | Pts.   |
| ------ | ------------------- | ------ | ------ | ------ | ------ | ------ |
| 1°     | Estudiantes (RC)    | 24     | 14     | 7      | 3      | 49     |
| 2°     | Atenas              | 24     | 10     | 6      | 8      | 36     |
| 3°     | San Martín (M)      | 24     | 9      | 9      | 6      | 36     |
| 4°     | General Paz Juniors | 24     | 5      | 9      | 10     | 24     |
| 5°     | Argentino (Mza)     | 24     | 5      | 9      | 10     | 24     |
| 6°     | 9 de Julio (M)      | 24     | 4      | 11     | 9      | 23     |

| Zona 7 | Zona 7          | Zona 7 | Zona 7 | Zona 7 | Zona 7 | Zona 7 |
| Pos.   | Equipo          | PJ     | PG     | PE     | PP     | Pts.   |
| ------ | --------------- | ------ | ------ | ------ | ------ | ------ |
| 1°     | La Florida      | 24     | 11     | 5      | 8      | 38     |
| 2°     | Gimnasia y Tiro | 24     | 10     | 5      | 9      | 35     |
| 3°     | Concepción      | 24     | 10     | 5      | 9      | 35     |
| 4°     | Famaillá        | 24     | 7      | 11     | 6      | 32     |
| 5°     | Concepción (T)  | 24     | 9      | 3      | 12     | 30     |
| 6°     | Central Norte   | 24     | 7      | 8      | 9      | 29     |

| Zona 8 | Zona 8                 | Zona 8 | Zona 8 | Zona 8 | Zona 8 | Zona 8 |
| Pos.   | Equipo                 | PJ     | PG     | PE     | PP     | Pts.   |
| ------ | ---------------------- | ------ | ------ | ------ | ------ | ------ |
| 1°     | Crucero del Norte      | 24     | 10     | 12     | 2      | 42     |
| 2°     | Guaraní Antonio Franco | 24     | 10     | 8      | 6      | 38     |
| 3°     | Textil Mandiyú         | 24     | 9      | 10     | 5      | 37     |
| 4°     | Patria                 | 24     | 7      | 9      | 8      | 30     |
| 5°     | Chaco For Ever         | 24     | 6      | 4      | 14     | 22     |
| 6°     | Sol de América         | 24     | 4      | 8      | 12     | 20     |

|  | Clasificado a la Segunda fase.        |
|  | Relegado a la promoción.              |
|  | Desempate zona de promoción/descenso. |
|  | Descendió al Torneo del Interior.     |

## Segunda fase
| Zona A              |    |    |    |    |      |
| Equipo              | PJ | PG | PE | PP | Pts. |
| Atlético Unión      | 6  | 4  | 1  | 1  | 13   |
| Deportivo Madryn    | 6  | 3  | 1  | 2  | 10   |
| Atlético Huracán    | 6  | 2  | 1  | 3  | 7    |
| Grupo Universitario | 6  | 1  | 1  | 4  | 4    |

| Zona B               |    |    |    |    |      |
| Equipo               | PJ | PG | PE | PP | Pts. |
| Sportivo Belgrano    | 6  | 3  | 3  | 0  | 12   |
| El Linqueño          | 6  | 3  | 1  | 2  | 10   |
| La Emilia            | 6  | 1  | 2  | 3  | 5    |
| Sportivo Las Parejas | 6  | 1  | 2  | 3  | 5    |

| Zona C             |    |    |    |    |      |
| Equipo             | PJ | PG | PE | PP | Pts. |
| Estudiantes        | 6  | 3  | 2  | 1  | 11   |
| Atenas             | 6  | 3  | 1  | 2  | 10   |
| Bartolomé del Bono | 6  | 2  | 2  | 2  | 8    |
| Juventud Alianza   | 6  | 1  | 1  | 4  | 4    |

| Zona D                 |    |    |    |    |      |
| Equipo                 | PJ | PG | PE | PP | Pts. |
| Crucero del Norte      | 6  | 4  | 2  | 0  | 14   |
| Gimnasia y Tiro        | 6  | 3  | 2  | 1  | 10   |
| Guaraní Antonio Franco | 6  | 2  | 1  | 3  | 7    |
| La Florida             | 6  | 1  | 0  | 5  | 3    |

Referencias: PJ: Partidos jugados, PG: Partidos ganados, PE: Partidos empatados, PP: Partidos perdidos. En verde, equipos clasificados a la Final.

## Finales por el Ascenso
- Atlético Unión, como ganador del Grupo A, y Sportivo Belgrano, como ganador del Grupo B, disputaron la final por el ascenso.

| 24 de mayo de 2009 | Atlético Unión                | 2:1 (1:1) | Sportivo Belgrano | José Alberto Valle, Mar del Plata, Buenos Aires |                             |
|                    | Serfaty 45' (p) · Aguirre 69' |           | Farías 13'        | Árbitro(s): Marcos Conforti                     | Árbitro(s): Marcos Conforti |

| 31 de mayo de 2009 | Sportivo Belgrano | 1:1 (0:1) | Atlético Unión | Oscar Boero, San Francisco, Córdoba |                            |
|                    | Farías 52'        |           | Aguirre 9'     | Árbitro(s): Gustavo Fabián          | Árbitro(s): Gustavo Fabián |

Atlético Unión obtuvo el ascenso al Torneo Argentino A.
Sportivo Belgrano obtuvo el derecho a jugar la promoción, en la cual triunfó por un marcador global de 4-1 ante Gimnasia y Esgrima de Mendoza, por lo que obtuvo el ascenso.

- Estudiantes, como ganador del Grupo C, y Crucero del Norte, como ganador del Grupo D, disputaron la final por el ascenso.

| 24 de mayo de 2009 | Crucero del Norte      | 2:3 (1:1) | Estudiantes          | Andrés Guacurarí, Garupá, Misiones |                          |
|                    | Soto 36' · Escobar 80' |           | Bottino 4', 48', 73' | Árbitro(s): José Capraro           | Árbitro(s): José Capraro |

| 31 de mayo de 2009 | Estudiantes                            | 1:2 (0:1) (3:1 p.)         | Crucero del Norte                        | Municipal de Río Cuarto, Río Cuarto, Córdoba |                          |
|                    | Rodríguez 66' (p)                      |                            | Cabrera 46' · Brítez 68'                 | Árbitro(s): César Wálker                     | Árbitro(s): César Wálker |
|                    |                                        | Tiros desde el punto penal |                                          |                                              |                          |
|                    | Rodríguez · Pérez · Acosta · Chiaretta |                            | Romero · Brítez · Cúder · Escobar Fretes |                                              |                          |

Estudiantes obtuvo el ascenso al Torneo Argentino A.
Crucero del Norte obtuvo el derecho a jugar la promoción, en la cual triunfó por un marcador global de 1-0 ante Alvarado, por lo que obtuvo el ascenso.

## Promociones de Descenso

### Desempate
| \| Zona Única \| \| \| \| \| \| \| Equipo \| PJ \| PG \| PE \| PP \| Pts. \| \| Central Norte \| 2 \| 1 \| 1 \| 0 \| 4 \| \| Tiro Federal \| 2 \| 1 \| 1 \| 0 \| 4 \| \| Luján de Cuyo \| 2 \| 0 \| 0 \| 2 \| 0 \| |    |    |    |    |      |
| Zona Única |    |    |    |    |      |
| Equipo | PJ | PG | PE | PP | Pts. |
| Central Norte | 2  | 1  | 1  | 0  | 4    |
| Tiro Federal | 2  | 1  | 1  | 0  | 4    |
| Luján de Cuyo | 2  | 0  | 0  | 2  | 0    |

Referencias: PJ: Partidos jugados, PG: Partidos ganados, PE: Partidos empatados, PP: Partidos perdidos. En amarillo, debió jugar la promoción de descenso.

### Promociones de Descenso
Racing Club, Club Atlético Sporting y Luján de Cuyo debieron disputar promociones para tratar de mantener la categoría.
Racing Club debió enfrentarse a Boca Juniors. En el partido de ida, Boca triunfó 2-0, y en el de vuelta el ganador fue Racing por 2-1. Como el global dio 3-2 a favor de Boca, este ascendió y Racing debió descender al Torneo del Interior.
Por su parte, Sporting debió disputar su serie frente a Defensores de Formosa. En la ida Defensores se alzó con una victoria por 1-0, pero la vuelta la ganó Trinidad por 4-2. Así, ambos mantuvieron su categoría.
Por último, Luján de Cuyo disputó su promoción frente a Atlético San Jorge. La ida la ganó Atlético por 2-0, pero la vuelta fue victoria para Luján por 5-2, y así, ambos también mantuvieron la categoría.

## Goleadores
| Jugador              | Jugador           | Goles | Equipo                       |
| -------------------- | ----------------- | ----- | ---------------------------- |
| Bandera de Argentina | Armando Mansilla  | 20    | Deportivo Madryn             |
| Bandera de Argentina | Nicolás Gatto     | 18    | Atenas                       |
| Bandera de Argentina | Alejandro Banegas | 15    | Defensores de Salto          |
| Bandera de Argentina | Cristian Leichner | 15    | Atlético General Paz Juniors |
| Bandera de Argentina | Leonardo Serfaty  | 15    | Atlético Unión               |
| Bandera de Argentina | Leonardo Pérez    | 15    | Concepción F.C.              |